# Hammershus (Schiff, 1965)
Die  Hammershus  war eine dänische RoPax-Fähre der Reederei Bornholmstrafikken, die in der Ostsee, überwiegend zwischen Rønne auf der Insel Bornholm und Travemünde verkehrte. Benannt war das Schiff nach der gleichnamigen Burgruine auf Bornholm.

## Geschichte

### Einsatz in der Ostsee
Die Hammershus wurde 1964 von der Reederei Valborg Line A/S bei der Meyer-Werft in Papenburg in Auftrag gegeben und sollte den Namen Lisette tragen. Nach dem Konkurs der Valborg Lin übernahm die Reederei A/S Dampskibsselsskabet på Bornholm af 1866 die Bestellung, und die Fähre lief 1965 als Hammershus vom Stapel.
Ab Juni 1965 bediente die Hammershus die Route Kopenhagen – Rønne – Ystad; 1967 wurde sie für sechs Wochen im Rahmen eines Chartervertrags zwischen Grenaa und Hundested eingesetzt. Nachdem durch Verstaatlichung aus der A/S Dampskibsselsskabet die Reederei Bornholmstrafikken geworden war, verkehrte die Hammerhus ab 1973 im Liniendienst zwischen Travemünde und Rønne und blieb, auch nachdem mit der Povl Anker und der Jens Kofoed zwei neue, größere Fährschiffe in Dienst gestellt worden waren, bis 1991 im Dienst. 1992 wurde sie aufgelegt und 1993 an die Hellenic Mediterranian Line im griechischen Piräus verkauft.

### Späte Jahre
Umbenannt in Cynthia I., verkehrte das Schiff auf der Route Brindisi – Korfu – Igoumenitsa – Patras, wurde jedoch bereits 1994 an die United Shipping Co. in Panama weiterveräußert. 1994 bis 2003 wurde die Fähre unter dem Namen Kraljica Mira zwischen Kroatien und Italien auf den Routen Split – Ancona sowie ab 2003 auf den Routen Zadar – Ancona und Mali Lošinj – Ancona eingesetzt.
Im Januar 2005 wurde die ehemalige Ostseefähre zum Verschrotten verkauft und traf unter dem Namen Aljica Mira am 25. Februar 2005 in Alang ein.
2018 wurde der Name Hammershus wieder für einen Neubau vergeben.